# 2011년 미국 토네이도 대규모 발생

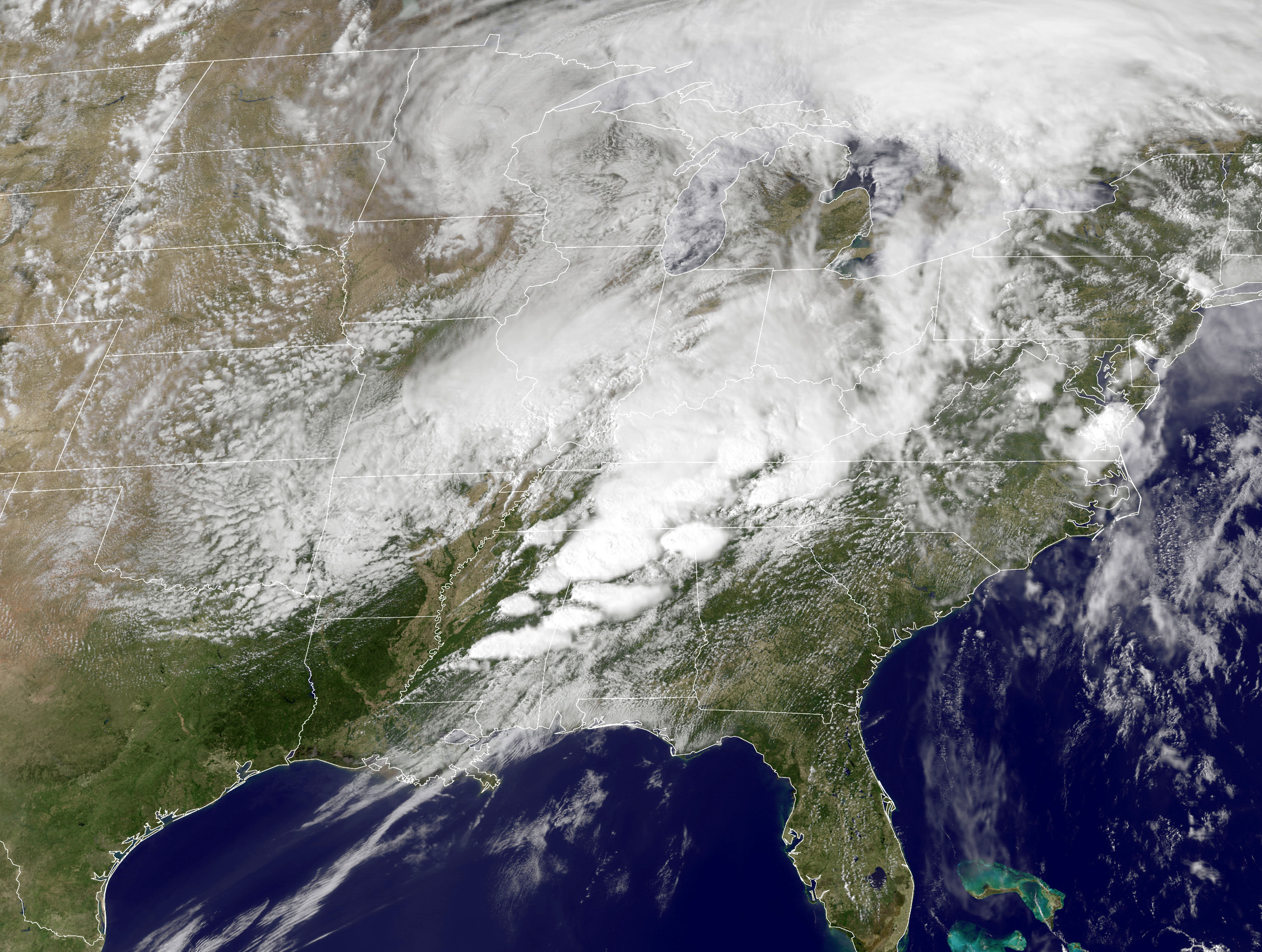
2011년 4월 27일 미국 남동부 지역 위성사진에 나타난 대규모 토네이도 발생

2011년 미국 토네이도 대규모 발생(영어: The 2011 Super Outbreak)은 2011년 4월 25일부터 28일까지 미국 남부, 중서부, 북동부 지역에서 동시다발적으로 다수의 토네이도가 발생해 해당 지역에 궤멸적인 피해를 입힌 기상현상이다. 2011년 토네이도 대규모 발생은 역사상 최대규모이자 가장 많은 금전적 피해를 끼쳐, 지금까지 기록된 가장 치명적인 토네이도 발생 중 하나로 꼽히고 있다 또 한 최고 풍속은 265km를 넘었다. 이 재해로 미국에서 324명이 사망하고 2200명이 넘는 부상자가 발생하였다.

## 같이 보기
- 토네이도
- 용오름
- 회오리 바람